# Pyramidální inverze
Pyramidální inverze je děj probíhající v pyramidálních molekulách, například amoniaku (NH3), kdy se prohodí atomy v těchto molekulách.
Tento proces vyvolávají vibrace molekul a s nimi související oscilace atomů a substituentů, molekuly přitom procházejí přes planární trojúhelníkové meziprodukty.
U chirálních sloučenin pyramidální inverze umožňuje racemizaci. K molekulám, u kterých probíhá pyramidální inverze, patří mimo jiné karboanionty, aminy, fosfiny, arsiny, stibiny, a sulfoxidy.

## Energetická bariéra

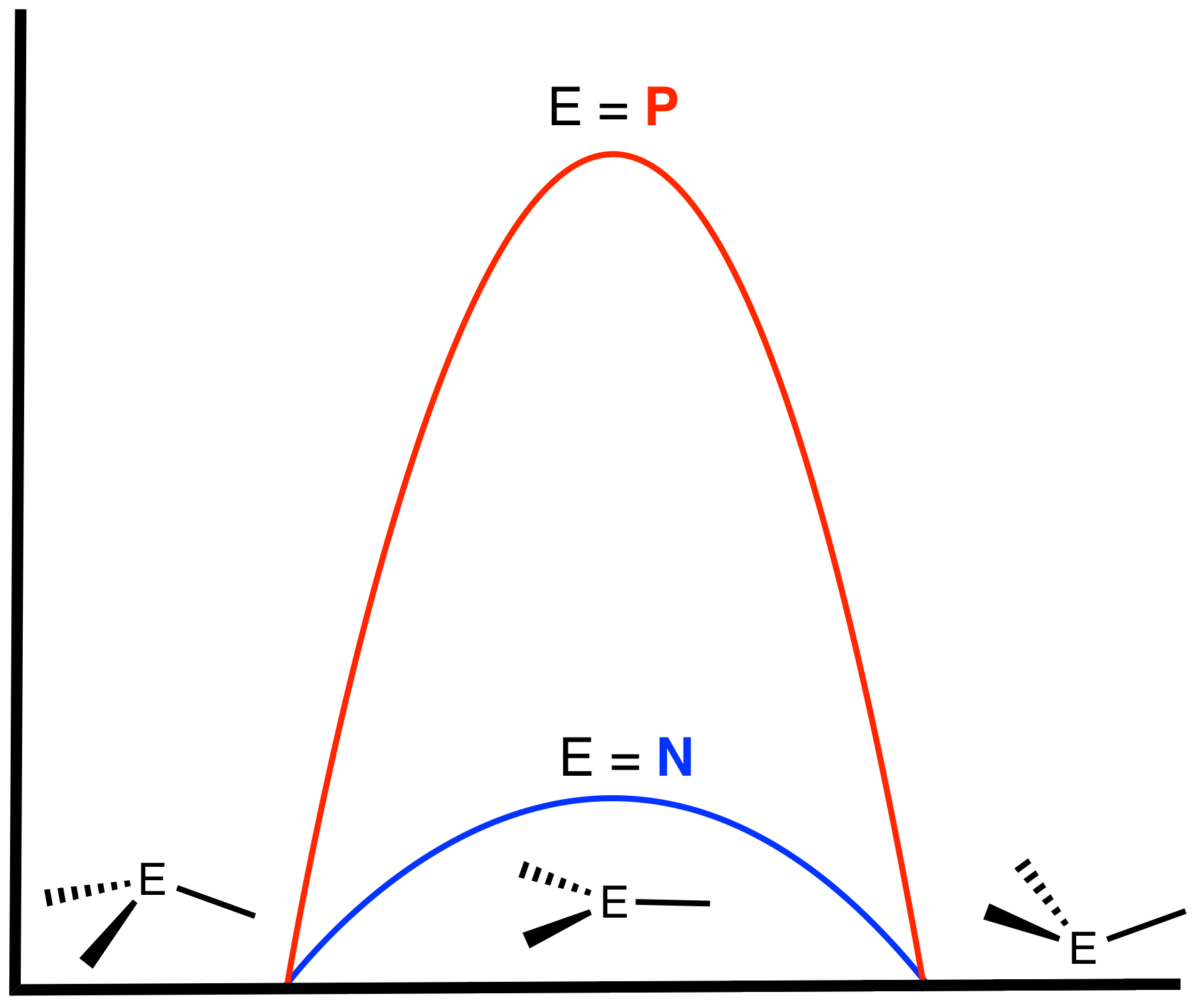
Kvalitativní reakční koordináty inverze aminu a fosfinu; na ose y je znázorněna energie.

Na velikost energetické bariéry má největší vliv druh atomů účastnících se inverze. U amoniaku je tento děj za pokojové teploty rychlý, probíhá 3×1010krát za sekundu; vysokou rychlost způsobují nízká energetická bariéra (24,2 kJ/mol), malá šířka bariéry (odlišnost jednotlivých geometrií), a nízká hmotnost atomů vodíku, a navíc ještě 80násobné urychlování v důsledku kvantového tunelování. Inverze fosfanu (PH3) je mnohem pomalejší, protože má výrazně vyšší aktivační energii (132 kJ/mol). Terciární aminy (RR′R"N) jsou obvykle opticky nestálé (enantiomery se za pokojové teploty rychle racemizují), ale P-chirální fosfiny vykazují vyšší stabilitu. Obdobně jsou stálé i vhodně substituované sulfoniové soli, sulfoxidy, a arsiny. Na energetickou bariéru mají vliv též sterické efekty.

## Dusíková inverze
Pyramidální inverze u sloučenin dusíku, jako jsou aminy, se označuje jako dusíková inverze. U těchto sloučenin vibrace dusíkových atomů a substituentů vyvolávají jejich „přesuny“ přes rovinu tvořenou substituenty (i substituenty se pohybují - v opačném směru); přičemž molekuly přechodně získávají trigonální geometrii.

### Kvantové jevy
U amoniaku se kvantové tunelování projevuje v důsledku užší tunelovací bariéry, ne jako následek tepelné excitace.

### Příklady
Inverze u amoniaku byla objevena v roce 1934, a to s využitím mikrovlnné spektroskopie.
Inverzi aziridinu lze 50násobně zpomalit umístěním atomu dusíku vedle fenolové namísto hydrochinonové skupiny; přeměnu lze provést oxidací kyslíkem a redukcí dithioničitanem sodným.

### Výjimky
Konformační napětí a pevnost struktury mohou inverzi zabránit. U analogů Trögerových zásad, jako je Hünlichova zásada, vytváří atomy dusíku chirálně stálá stereocentra a vykazují tak významnou optickou otáčivost.

Struktura napodobující Trögerovu zásadu, bránící dusíkové inverzi